# Michella Kox
Michella Roberta Kox (Arnhem, 7 januari 1980) is een Nederlands mediapersoonlijkheid, presentatrice en zangeres. Ze heeft deelgenomen aan diverse televisieprogramma’s en verscheen later op televisie en online kanalen als presentatrice. Kox heeft een uitgesproken mening waarmee ze meerdere malen het nieuws haalde.

## Levensloop

### Televisiecarrière
In 2008 verscheen Kox voor het eerst op de televisie in het tweede seizoen van het RTL 5-programma Dames in de Dop, waarin zij als winnares uit de strijd kwam en daarmee het bedrag van 20.000 euro en een luxueuze vakantie won. In 2011 was Kox te zien in het programma Echte meisjes in de jungle waarin ze een gedeelde vijfde plaats wist te bemachtigen. Tijdens het filmen van het programma raakte Kox met mede-deelneemster Amanda Balk in een verhitte discussie die eindigde in een vechtpartij.
In 2013 was Kox te zien in de RTL-programma's Echte meisjes op de prairie en Lust, Liefde of Laten Lopen?. Twee jaar later, in 2015, was ze te zien in Shopping Queens VIPS waarin ze winnares van de week werd en daardoor 1000 euro aan shoptegoed won. In 2016 was Kox voor het eerst als presentatrice te zien in haar eigen programma Michella Kox: De Rijdende Vechter, waarin ze problemen tussen twee partijen probeerde op te lossen.
Kox was enorme fan van het televisieprogramma Temptation Island. Ze wist hierdoor meerdere malen de landelijke media te halen, doordat ze informatie over het programma en over deelnemers hiervan achterhaalde en uitlekte voordat het programma überhaupt uitgezonden werd. Dit resulteerde dat Kox van 2018 tot 2019 in het napraat-programma van Temptation Island genaamd Temptation Talk een eigen vaste onderdeel kreeg waarin ze de laatste roddels en geruchten presenteerde, in deze periode mocht Kox buiten het programma om geen belangrijke informatie lekken. Desondanks maakte Kox in het voorjaar van 2019 drie van de vier deelnemende koppels van Temptation Island VIPS bekend terwijl de opnames voor het programma nog moesten beginnen. Tevens was Kox in 2018 te zien in het programma De slechtste chauffeur van Nederland VIPS. Kox wist de finale te behalen en ging er uiteindelijk met de titel de slechtste chauffeur van Nederland vandoor. Door het winnen van het programma kreeg Kox haar eigen Videoland-serie onder de naam Michella rijdt door. In het najaar van 2018 was Kox te zien in Boxing Stars waar ze tegen Amanda Balk moest boksen, hiermee was ze in 2011 tijdens opnames van het programma Echte meisjes in de jungle al eens in een gevecht beland. Kox gaf het na de eerste ronde op en stak in de ring een sigaret op, dit zorgde voor veel negatieve reacties.
In 2023 was Kox wederom te zien in Echte meisjes in de jungle, ze eindigde op een gedeelde zevende plaats. Door de positieve reacties op haar deelnamen en haar dynamiek met mede deelneemster Louisa Janssen kregen ze samen een eigen televisieprogramma onder de naam Michella & Louisa werken mee. In het voorjaar van 2024 keerden ze beiden terug in een nieuw seizoen van Echte meisjes in de jungle. In januari 2025 was Kox als panellid te zien in het RTL 4-programma Ranking the Stars. Een aantal maanden later, in april 2025, vertolkte ze de rol van Barabbas in de vijftiende editie van het KRO-NCRV-programma The Passion.
Kox is naast op de televisie ook op sociale media actief: hierop heeft ze over de 220.000 volgers en deelt ze filmpjes over haar leven. Deze filmpjes zijn een aantal keren in de landelijke media gekomen, onder andere het filmpje waarin ze over haar mislukte borstverkleining sprak. Daarnaast had Kox in de zomer van 2023 haar eigen podcast onder de naam Wat een ellende - De podcast.

### Muziek en theater
In juli 2012 maakte Kox haar debuut als zangeres met haar nummer Lekker voor je. Hierna was het muzikaal gezien stil rond Kox tot ze in juni 2020 het nummer Niet mijn normaal! uitbracht. 
Vervolgens keerde ze in het voorjaar van 2023 pas terug met nieuwe muziek; na haar deelnamen aan het Videoland-programma Echte meisjes in de jungle bracht ze op 24 maart 2023 het nummer Kakkerlak met nagellak uit, het nummer werd deels op haar deelnamen geïnspireerd en werd geschreven door zanger Jeffrey Heesen. Na het succes met dit nummer kreeg Kox een platencontract aangeboden bij platenmaatschappij Berk Music, hier sloot ze zich vervolgens op 8 augustus 2023 bij aan. Drie dagen later, op 11 augustus 2023, bracht Kox haar eerste nummer bij het label uit met de titel Wat een ellende. In datzelfde jaar was Kox tevens te zien in de videoclip van Bram Krikke en Pieter Valley van het nummer Bunda.
In maart 2024 ging Kox het theater in met haar eigen voorstelling voor kinderen onder de naam De kakkerlak show. In het najaar van 2024 bracht Kox een vernieuwde versie van haar eerste nummer Lekker voor je uit.
In het voorjaar van 2025 kwam Kox met haar eigen theatertour onder de naam Michella Kox: De kakkerlak, ditmaal met een versie voor volwassenen en een versie voor kinderen. De organisatie voor de tour gaf ze ditmaal uit handen, echter toen Kox merkte dat haar gedachten en die van de organisatie te ver uit elkaar lagen besloot ze een deel van de tour te annuleren en de overige voorstellingen op haar eigen manier voort te zetten.

## Privé
Kox werd geboren in de Arnhemse wijk Klarendal. In juni 1998 beviel Kox van haar dochter. In december 2024 werd Kox voor het eerst oma, haar dochter beviel van een dochter.
In januari 2015 trouwde Kox met haar partner, dit huwelijk duurde drie jaar tot de scheiding in februari 2018. Na de scheiding hadden de twee alsnog een aantal maanden een relatie.

## Televisie
| Televisie als presentatrice | Televisie als presentatrice                              | Televisie als presentatrice |
| Jaar                        | Productie                                                | Opmerkingen |
| --------------------------- | -------------------------------------------------------- | --- |
| 2016                        | Michella Kox: De Rijdende Vechter                        | Alleen via RTL XL en RTL Lounge te bekijken |
| 2018-2019                   | Temptation Talk                                          | Ze presenteerde de laatste roddels en geruchten over de deelnemers |
| 2018                        | Michella rijdt door                                      | Exclusieve serie op Videoland en RTL XL |
| 2023                        | Michella & Louisa werken mee                             | Samen met Louisa Janssen |
| Televisie als deelneemster  |                                                          | |
| Jaar                        | Productie                                                | Opmerkingen |
| 2008                        | Dames in de Dop                                          | Winnares van seizoen twee |
| 2011, 2023-2025             | Echte meisjes in de jungle                               | Eindigde op gedeelde vijfde plaats in 2011 Eindigde op gedeelde zevende plaats in 2023 Eindigde op gedeelde vierde plaats in 2024 Eindigde op de derde plaats in 2025 |
| 2012                        | De grote Jezus quiz                                      | Samen met Leslie Keijzer |
| 2013                        | Echte meisjes op de prairie                              | Eindigde op gedeelde negende plaats |
| 2013                        | Lust, Liefde of Laten Lopen                              | Eén aflevering |
| 2015                        | Shopping Queens VIPS                                     | Winnares van de week |
| 2016-2019                   | Concentrate                                              | Meerdere deelnames in verschillende series op het kanaal |
| 2018                        | De slechtste chauffeur van Nederland VIPS                | Winnares - De slechtste chauffeur van Nederland |
| 2018                        | Boxing Stars                                             | Moest boksen tegen Amanda Balk |
| 2019                        | Vrienden van Lingo                                       | Vormde een team met Marije Zuurveld |
| 2022                        | De slechtste chauffeur van Nederland: Het theorie examen | Duo met Kim |
| 2022                        | Celebrity Apprentice                                     | Werd 'ontslagen' in aflevering zes |
| 2023                        | De Kluis                                                 | Vormde een team met Louisa Janssen en Diva Brons |
| 2023-2024                   | Beste Kijkers                                            | Samen met Louisa Janssen in het onderdeel Waar kijken ze naar? |
| 2023                        | Eating With My Enemy: Going Dutch                        | Samen met Lisa Sace en samen met Nicol Kremers |
| 2024                        | Eating With My Ex: Going Dutch                           | Samen met Louisa Janssen |
| 2024                        | Het Jachtseizoen: Most Wanted                            | Voortvluchtige, in de eerste aflevering gepakt |
| 2024                        | Dames in de Dop                                          | Als inspirator |
| 2025                        | Ranking the Stars                                        | Panellid |
| 2025                        | The Passion                                              | Vertolkte de rol van Barabbas |

## Discografie

### Singles
- Lekker voor je (2012)
- Niet mijn normaal! (2020)
- Kakkerlak met nagellak (2023)
- Wat een ellende (2023)
- Lekker voor je (2024: vernieuwde versie)

## Theater
- 2024: De kakkerlak show
- 2025: Michella Kox: De kakkerlak

## Prijzen
Op 1 december 2023 won Kox een Dutch Reality Award in de categorie Reality hoogtepunt, ze won deze dankzij haar terugkeer in het Videoland-programma Echte meisjes in de jungle waarbij ze met de woorden "Ik ben net een kakkerlak, ik kom altijd terug" als nieuw teamlid van het concurrerende team het kamp in kwam lopen. Tevens won Kox, als onderdeel van de Echte meisjes, diezelfde avond de Dutch Reality Award in de categorie Beste reality programma met het programma Echte meisjes in de jungle.
Op 16 december 2024, tijdens de tweede editie van de Dutch Reality Awards, werd Kox uitgeroepen tot Reality Queen van 2024.